# Октябрь 2015 года

Список событий октября 2015 года.

## События
- 1 октября
  - Воздушно-космические силы России уничтожили командный пункт группировки боевиков «Исламского государства» на окраине населённого пункта Эль-Латамна фугасной авиабомбой, заявил официальный представитель Минобороны России генерал-майор Игорь Конашенков[1].
  - Во время урагана «Хоакин» в Атлантическом океане вблизи Багамских островов затонул контейнеровоз «Эль Фаро[англ.]», погибли 33 человека.
- 2 октября
  - Правительство Йемена приняло решение разорвать дипломатические отношения с Ираном[2].
- 3 октября
  - Начальник Главного оперативного управления Генштаба Вооружённых сил РФ генерал-полковник Андрей Картаполов заявил, что зафиксирован уход из контролируемых «Исламским государством» районов в Сирии около 600 боевиков террористической организации. Генерал отметил, что в рядах ИГ «началась паника и дезертирство». «Около 600 наёмников оставили свои позиции и пытаются выбраться в Европу», — подчеркнул он[3].
  - Больница организации «Врачи без границ» в афганском городе Кундуз подверглась бомбардировке. Погибли 22 человека, в том числе 12 сотрудников организации. Международная организация «Врачи без границ» считает, что силовики США и Афганистана практически признались, что совершили в афганском городе Кундуз военное преступление[4].
- 4 октября
  - В Киргизии состоялись парламентские выборы. По предварительным данным, лидирует президентская Социал-демократическая партия[5].
  - В Минске на площади Свободы несколько сотен человек провели акцию протеста против размещения в Белоруссии российской авиабазы[6].
  - Парламентские выборы в Португалии[7]. Победу одержала правящая Социал-демократическая партия[8].
- 5 октября
  - Нобелевской премии по физиологии и медицине 2015 года удостоены Уильям Кэмпбелл и Сатоси Омура за разработку нового метода лечения заболеваний, вызванных круглыми червями-паразитами, и Ту Юю за вклад в создание терапии против малярии[9].
  - США, Япония и ещё 10 стран (Австралия, Бруней, Вьетнам, Канада, Малайзия, Мексика, Новая Зеландия, Перу, Сингапур, Чили), вместе представляющих 40 % глобальной экономики, договорились о заключении крупнейшего за последние два десятилетия торгового пакта — Транстихоокеанского партнёрства[10].
  - МИД Турции вручил послу РФ в Анкаре ноту протеста в связи с тем, что российские самолёты Су-30 и Су-24 нарушали воздушное пространство Турции[11].
  - Власти самопровозглашённых Луганской и Донецкой народных республик заявили о переносе местных выборов на следующий год[12].
- 6 октября
  - Такааки Кадзита и Артур Макдональд стали лауреатами нобелевской премии по физике 2015 года за открытие нейтринных осцилляций[13].
  - Калифорния стала пятым штатом США, в котором принят закон об эвтаназии[14].
- 7 октября
  - Верховный лидер Ирана Али Хаменеи запретил дальнейшие переговоры между Тегераном и Вашингтоном[15].
  - Нобелевская премия по химии присуждена Томасу Линдалю, Азизу Санджару и Полу Модричу за восстановление ДНК[16].
- 8 октября
  - Нобелевская премия по литературе присуждена Светлане Алексиевич за «её многогласное творчество — памятник страданию и мужеству нашего времени»[17].
- 9 октября
  - Нобелевская премия мира присуждена Квартету национального диалога в Тунисе «за решающий вклад „квартета“ в строительство плюралистической демократии в Тунисе по итогам Жасминовой революции в 2011 году»[18].
- 10 октября
  - В столице Турции Анкаре совершён террористический акт[19]. Погибли 95 человек, пострадали 246 человек[20].
- 11 октября
  - Президентские выборы в Белоруссии[21]. Победу одержал действующий президент Александр Лукашенко, набрав 83,49 процента голосов избирателей[22].
  - Выборы президента Гвинеи[23]. Победу одержал действующий президент Альфа Конде[24].
- 12 октября
  - Нобелевская премия по экономике присуждена Энгусу Дитону (Великобритания) «за анализ потребления, бедности и благосостояния»[25].
- 13 октября
  - Опубликован отчёт о крушении MH17. Председатель Совбеза Нидерландов Тьиббе Йустра заявил, что самолёт был сбит ракетой серии 9М38[26].
- 14 октября
  - Ямайский писатель Марлон Джеймс удостоен Букеровской премии за роман «Краткая история семи убийств»[27].
- 15 октября
  - Правительство Мьянмы в столице республики Нейпьидо подписало соглашение о прекращении огня с восемью из пятнадцати движений[28].
  - В Генеральной Ассамблее ООН прошли выборы пяти непостоянных членов Совета безопасности, с 1 января 2016 года в его состав на два года войдут Япония, Египет, Украина, Сенегал и Уругвай[29].
- 16 октября
  - Сирийская армия при поддержке российской авиации, военных из Ирана и бойцов «Хезболлы» перешла в наступление на юге провинции Алеппо[30].
  - Турецкие ВВС сбили беспилотник, пересёкший сирийско-турецкую границу[31].
  - В курортном казахском посёлке Бурабай началось заседание Совета глав государств-участников СНГ, а также встреча на высшем уровне, которая прошла в рамках Высшего Евразийского экономического совета[32].
- 17 октября
  - В самопровозглашённой Луганской народной республике за превышение должностных полномочий задержан министр энергетики Дмитрий Лямин, этим началось противостояние между главой правительства Плотницким и главой МГБ  Леонидом Пасечником[33][34].
  - Перед зданием парламента в Подгорице полиция Черногории ликвидировала палаточный лагерь оппозиции, проводившей с 27 сентября бессрочную акцию протеста против присоединения страны к блоку НАТО[35].
- 18 октября
  - Парламентские выборы в Швейцарии[36]. Победу одержала правоконсервативная Швейцарская народная партия[37].
- 19 октября
  - Парламентские выборы в Канаде[38]. Победу одержала оппозиционная Либеральная партия[39].
  - В Красногорске совершено массовое убийство, был убит заместителя главы Красногорского района Московской области и ещё три человека, подозреваемый — бизнесмен Георгадзе был найден через пять дней мёртвым[40].
- 20 октября
  - Президент Сирии Башар Асад совершил необъявленный визит в Москву[41].
- 22 октября
  - В результате нападения на школу в шведском Тролльхеттане погибли 2 человека, ещё двое получили ранения[42].
- 23 октября
  - Крупнейшая во Франции с 1982 года автомобильная авария. В столкновении грузовика и автобуса на автодороге из города Пюиссеген в коммуну Сент-Эмильон погибли 42 человека[43].
  - Испания вывела войска из Афганистана[44][45].
- 25 октября
  - Парламентские выборы в Польше[46]. Победу одержала оппозиционная партия «Закон и справедливость»[47].
  - Первый тур всеобщих выборов в Аргентине[48]. Во второй тур вышли кандидат от правящей партии Даниэль Сиоли и кандидат от оппозиции Маурисио Макри[49].
- 26 октября
  - Ураган «Патрисия», сильнейший за всю историю наблюдений в Западном полушарии, обрушился на тихоокеанское побережье Мексики, благодаря прогрессу в составлении прогноза погоды и высокой эффективности современной системы предупреждения жертв не было[50].
  - Начался пятый пленум 18-го Центрального комитета КПК[51].
  - В результате Гиндукушского землетрясения магнитудой 7,5 погибло 365 человек, а более 2000 получили ранения[52].
- 28 октября
  - В Непале завершились выборы президента. Впервые в истории страны президентские выборы выиграла женщина, Бидхиа Бхандари[53].
  - В США с Абердинского испытательного полигона в штате Мэриленд случайно отцепился военный беспилотный дирижабль JLENS, волочащаяся за ним стальная цепь протяжённостью около 1,5 километра оставила без электричества 20 000 человек, выведя из строя линии электропередач[54][55].
- 29 октября
  - Лауреатом премии имени Андрея Сахарова, вручаемой Европейским парламентом, стал блогер из Саудовской Аравии Раиф Бадави[56].
  - В Китае объявлено об окончании политики «Одна семья — один ребёнок». Программа действовала в течение последних 36 лет и касалась большинства китайских семей, за исключением представителей отдельных этнических групп и регионов[57].
  - Парламентарии призвали Евросоюз «отказаться от какого-либо преследования Эдварда Сноудена, предоставить ему защиту, а значит, предотвратить его экстрадицию или возвращение третьей стороной — в знак признания его статуса осведомителя общественности и международного защитника прав человека»[58].
  - Парламент Молдавии проголосовал за отставку правительства страны после того, как главные оппозиционные партии выразили ему вотум недоверия[59].
  - В городе Сватово Луганской области (Украина) в результате пожара, возникшего на артиллерийских складах Министерства обороны Украины, на которых находились около 3,5 тыс. тонн боеприпасов, погибли 2 человека, восемь получили ранения[60][61].
- 31 октября
  - Самолёт Airbus A321 российской авиакомпании «Когалымавиа» разбился в Египте над Синайским полуостровом. Все находившиеся на борту 224 человека погибли[62][63].
  - Новая Зеландия обыграла в финале Кубка мира по регби Австралию и стала первым в истории трёхкратным обладателем трофея[64].
  - Околоземный астероид 2015 TB145 диаметром в несколько сот метров прошёл на расстоянии 480 тыс. км от Земли[65].